# Ingrid Rimland
 (août 2009).
Si vous disposez d'ouvrages ou d'articles de référence ou si vous connaissez des sites web de qualité traitant du thème abordé ici, merci de compléter l'article en donnant les références utiles à sa vérifiabilité et en les liant à la section « Notes et références ».
Ingrid Rimland, née le 22 mai 1936 à Molotchansk (République socialiste soviétique d'Ukraine, aujourd'hui en Ukraine), et morte le 25 octobre 2017, est une enseignante allemande naturalisée américaine et épouse du négationniste Ernst Zündel.

## Biographie
Née en 1936 dans une famille mennonite de la communauté allemande d'Union soviétique, elle a cinq ans quand la quasi-totalité de sa famille (son père, ses oncles, ses tantes, ses cousins et cousines) est exterminée par les Soviétiques. 
Lorsque la région est occupée par la Wehrmacht, sa mère fuit en Allemagne avec elle en 1943. Elle s'installe dans une banlieue de Berlin puis à Greifenhein. La vue des massacres commis par l'Armée rouge à Berlin en 1945 et le souvenir de sa famille massacrée par les communistes la traumatiseront au point qu'elle associera l'ensemble de la communauté juive à l'idéologie communiste et aux membres du NKVD qui ont assassiné les siens, ce qui l'incitera plus tard à soutenir les négationnistes[réf. nécessaire]. Après la guerre, craignant d'être à nouveau déportée en URSS, la famille quitte cette zone occupée par l'armée soviétique et s'installe à Detmold.
Elle déménage avec sa mère au Paraguay en 1948 à l'âge de douze ans, elle y ses études, se marie et donne naissance à son premier enfant. En 1960, elle part poursuivre ses études supérieures au Canada où elle donne naissance à son deuxième enfant. En 1967, elle s'installe aux États-Unis et obtient la nationalité américaine. 
Ayant écrit plusieurs livres sur les enfants surdoués — elle s'occupa d'eux en tant qu'enseignante —, elle publia en 1977 un roman intitulé The Wanderers, qui raconte l'exode puis la fuite des mennonites allemands d'Ukraine, puis en 1998 un roman en trois tomes, Lebensraum, largement autobiographique, dans lequel elle raconte le calvaire des minorités allemandes d'Europe de l'Est sous Staline.
À partir de 1996, Ingrid Rimland s'associe avec Ernst Zündel, un néo-nazi et militant négationniste allemand alors installé au Canada. Ingrid Rimland devient l'une des responsables éditoriaux du Zundelsite, un site web destiné à soutenir Zündel et, plus largement, à diffuser sur Internet les thèses niant l'holocauste juif. Elle-même revendique la qualité de « nazie ». Elle se remarie avec Zündel en l'an 2000. 
Elle déménage de Californie au Tennessee, puis à Toronto en 2003. Zündel est emprisonné au Canada cette année-là et après deux ans de prison livré en Allemagne. Au procès de son mari en Allemagne en 2006, elle déposa par vidéo un témoignage sur ce qu'elle avait vu en Allemagne. Son mari sort de prison le 1er mars 2010. Il meurt le 5 août 2017 ; elle le suit dans la mort moins de trois mois plus tard.

## Publications
- (en) The Wanderers, 1977
- (en) Lebensraum, 1998